# Monte Alpe (Prealpi Liguri)
Il Monte Alpe (1.056 m s.l.m.) è una montagna delle Prealpi Liguri.

## Descrizione

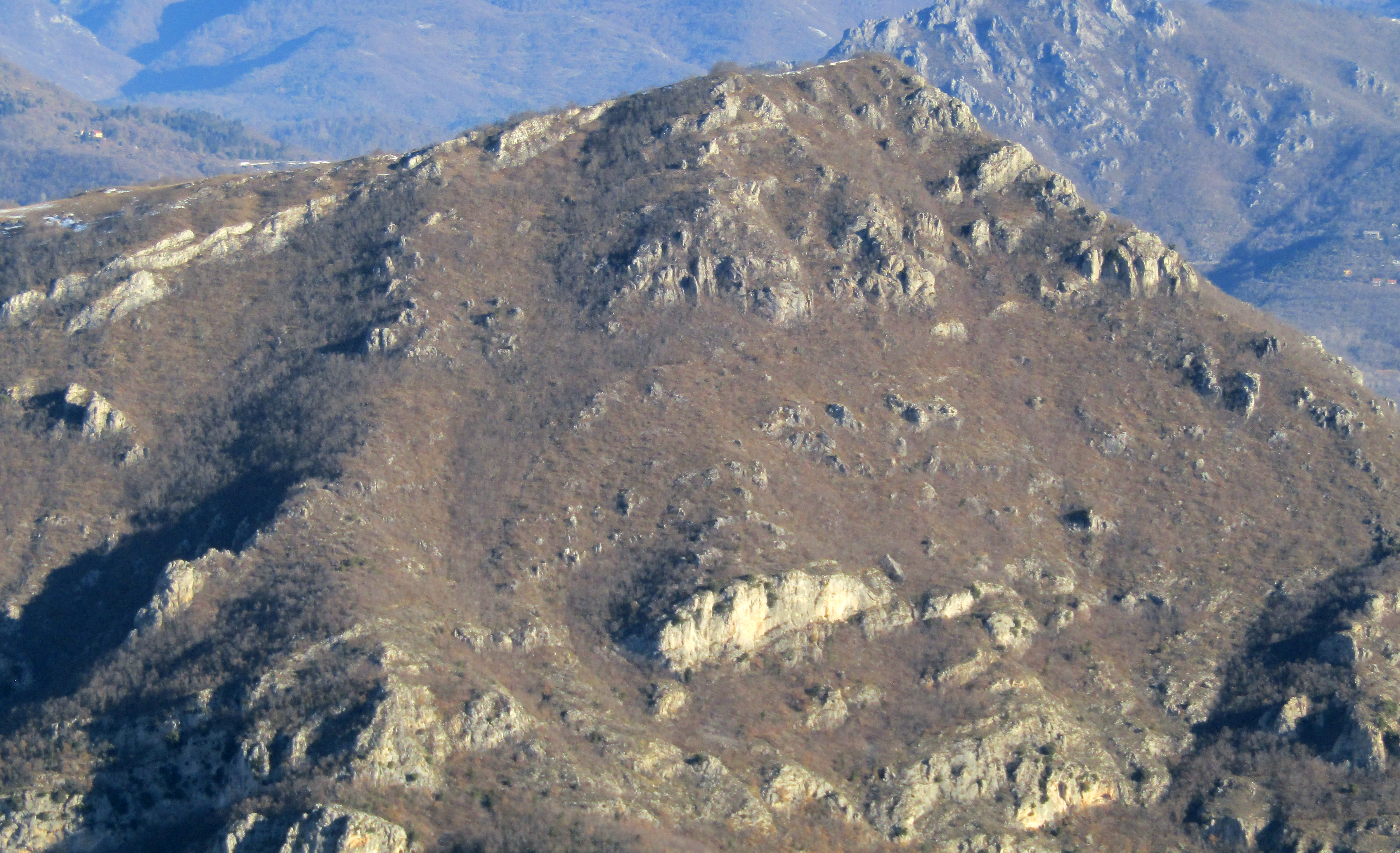
Vista dal Castellermo

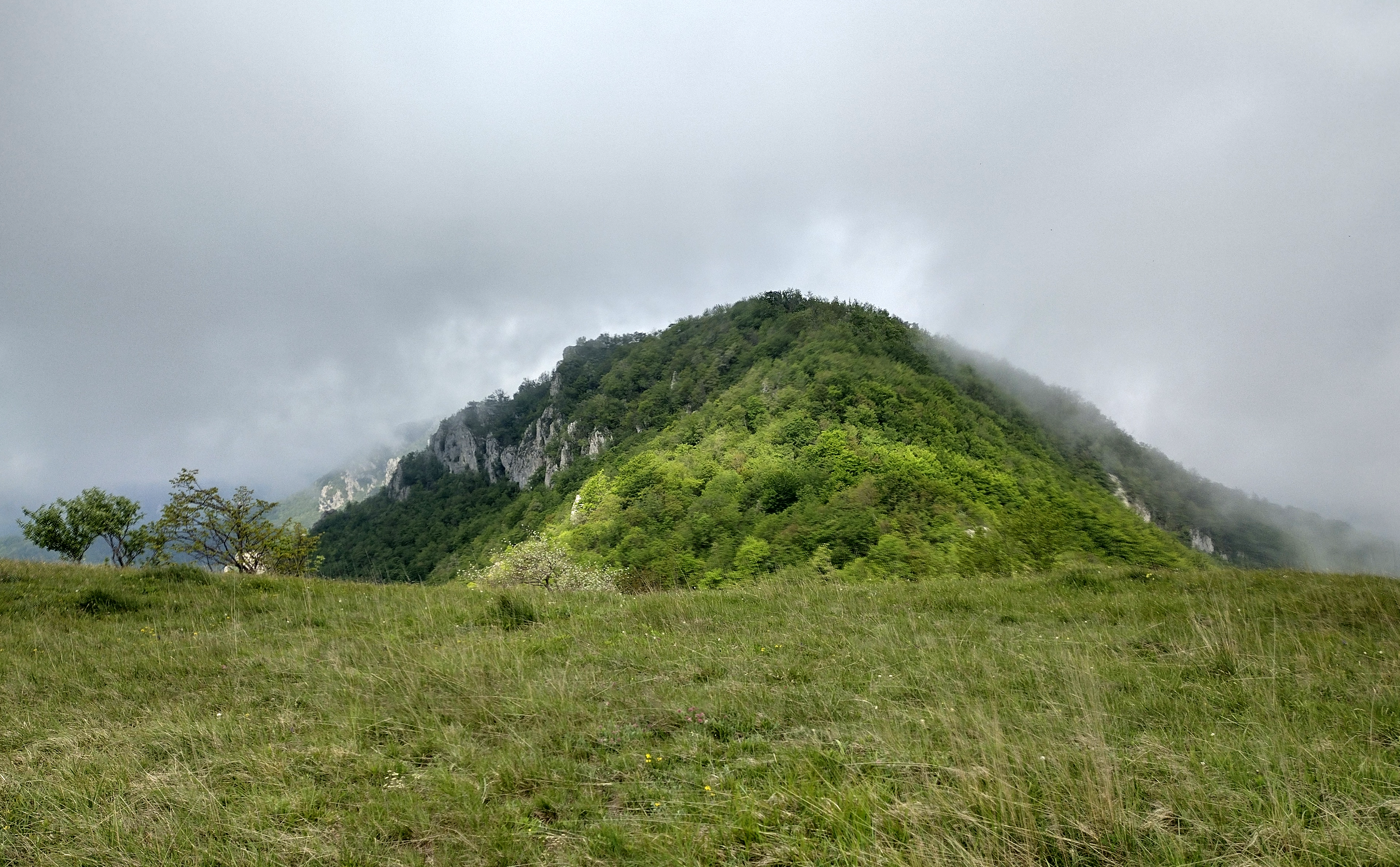
La cima occidentale vista dalla Sella d'Alpe

Il monte si trova al confine tra i comuni di Castelbianco ed Erli, entrambi in provincia di Savona. È collocato sullo spartiacque che divide la valle del Pennavaira (a sud-ovest) dalla valle del Neva (a nord-est); la sua prominenza topografica è di 149 metri. La Sella d'Alpe (938 m) ne divide la cima principale, alta 1056 m, dalla cima occidentale, di 1035 m.
A nord-ovest di questa seconda elevazione il crinale Neva/Pennavaire prosegue con il Monte delle Gettine e il Pizzo Castellino e, dopo il Passo delle Caranche si raccorda alla catena principale alpina in corrispondenza del Monte Galero. A sud-est invece lo spartiacque perde piuttosto rapidamente quota e si esaurisce presso la frazione Martinetto alla confluenza tra i due torrenti.
Il punto culminante del Monte Alpe segnalato da un ometto in pietrame. La montagna è ammantata da fitti boschi che però nella sua parte sommitale, sia sulla cima principale che su quella occidentale, lasciano posto a zone erbose.. Sui fianchi della montagna sono inoltre presenti diversi affioramenti rocciosi che a volte formano torrioni e ripide pareti, utilizzate dagli appassionati come palestre di roccia. Alla base del Monte Alpe sono invece presenti oliveti e coltivazioni tipiche delle coste mediterranee.

## Geologia

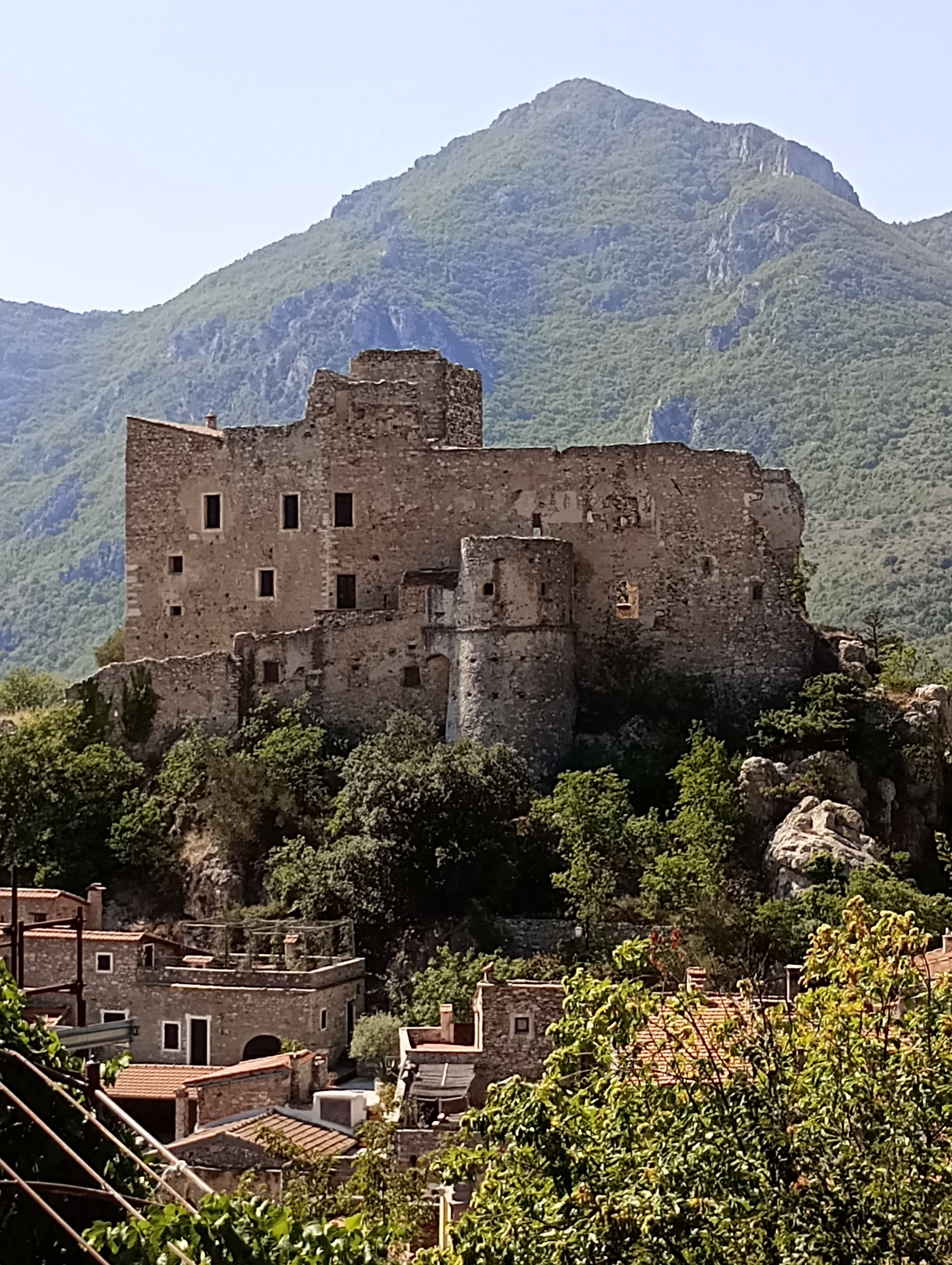
Vista da Castelvecchio di Rocca Barbena

Il Monte Alpe da un punto di vista geologico è caratterizzato da rocce calcaree di origine triassica.
La zona tra il Monte Alpe e il Monte Galero è considerata a rischio di frane piuttosto rilevante.

## Accesso alla vetta

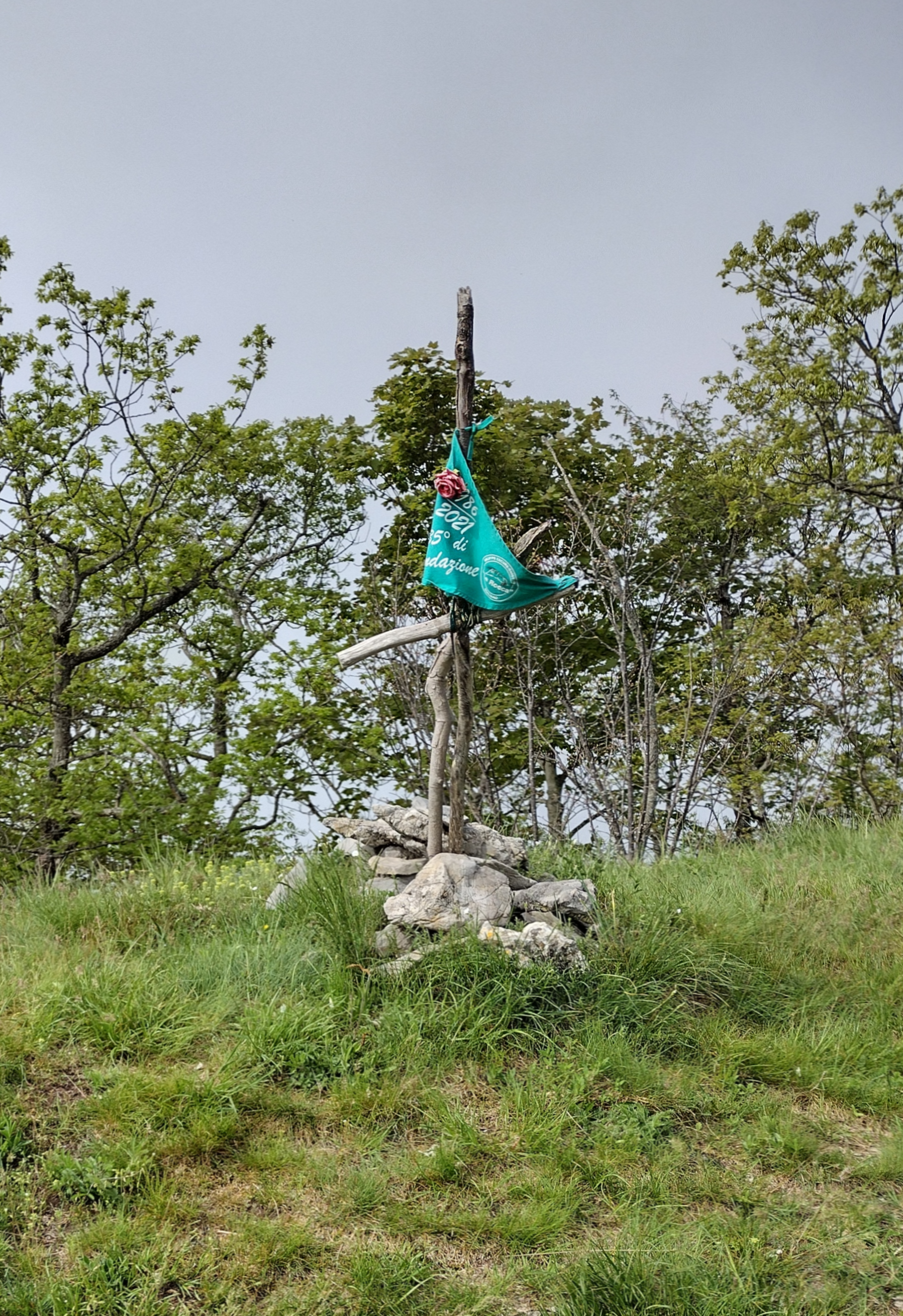
L'ometto sulla cima

Il Monte Alpe può essere raggiunto senza particolari difficoltà seguendo il crinale che lo collega con il Monte Galero. Altri itinerari, sempre di tipo escursionistico, partono da Erli e da Veravo (Castelbianco).

### Mountain bike
La salita al Monte Alpe è considerata un itinerario ciclo-alpinistico piuttosto impegnativo ma di grande soddisfazione.